# Schitu Poienari
Schitu Poienari – wieś w Rumunii, w okręgu Teleorman, w gminie Vitănești. W 2011 roku liczyła 395 mieszkańców.